# Nycomed
Nycomed est un groupe pharmaceutique suisse dont le siège social est à Zurich, en Suisse depuis 2007. Jusqu'en 2011, elle était dirigée par Håkan Björklund. Elle compte plus de 12 000 employés dans le monde et a réalisé un chiffre d'affaires d'environ 5 milliards de francs suisses en 2009. La société est particulièrement active sur le marché russe et dans les pays de l’ex-Union soviétique.
Son principal actionnaire avant son rachat était le fonds d'investissement scandinave Nordic Capital qui déterminait 42,7 % des actions.

## Historique
La compagnie a commencé ses activités comme représentante de firmes étrangères en Norvège en 1874 et portait, jusqu’en 1986, le nom de son pharmacien : M. Nyegaard & Co. En 2013, la société produisait des médicaments génériques.
En 2008, Nycomed a racheté la société Bradley active dans le domaine de la dermatologie.
En 2011, après quelques mois de négociations
,

,  Nycomed a été racheté par Takeda. Un nouveau dirigeant est alors nommé : Dr Frank Morich, MD, PhD.

## Produits commercialisés
- Actovegin